# Калібрувальний бозон
Калібрува́льні бозо́ни — бозони, які переносять фундаментальні взаємодії. Елементарні частинки, взаємодії яких описуються калібрувальною теорією, взаємодіють між собою за допомогою обміну калібрувальними бозонами, зазвичай як віртуальними частинками.

## Калібрувальні бозони в рамках Стандартної моделі
У Стандартній моделі існує три типи калібрувальних бозонів: фотони, W і Z бозони і глюони. Кожен тип відповідає одній з трьох взаємодій, що описується в рамках Стандартної моделі: фотони — калібрувальні бозони електромагнітної взаємодії, W і Z бозони переносять слабку взаємодію, а глюони переносять сильну взаємодію. Через конфайнмент ізольовані глюони не з'являються при низьких енергіях. Втім, при низьких енергіях можливе спостереження масивних глюболів (glueballs), існування яких на 2013 рік експериментально не підтверджено.

### Кількість калібрувальних бозонів
У квантовій калібрувальній теорії калібрувальні бозони є квантами калібрувальних полів. Отже, калібрувальних бозонів існує стільки, скільки джерел калібрувальних полів. У квантовій електродинаміці калібрувальна група — U(1); в цьому найпростішому випадку всього один 
калібрувальний бозон. У квантовій хромодинаміці складніша група SU(3) має 8 джерел, що відповідає 8 глюонам. Три W і Z бозони відповідають, грубо кажучи, трьом джерелам SU(2) в теорії електрослабкої взаємодії.

### Масивні калібрувальні бозони
Через технічні причини, що включають калібрувальну інваріантність, калібрувальні бозони математично описуються рівняннями поля для безмасових частинок. Отже, на наївному теоретичному рівні сприйняття всі калібрувальні бозони мають бути безмасовими, а взаємодії, які вони описують, мають бути далекої дії. Конфлікт 
між цією ідеєю й експериментальним фактом, що слабка взаємодія має дуже малий радіус дії, вимагає подальшого теоретичного дослідження.
У Стандартній моделі W і Z бозони набувають маси через механізм Гіггса. У механізмі Гігса чотири калібрувальні бозони (SU(2) Х U(1) симетрії) електрослабкої взаємодії з'єднуються в поле Гіггса. Це поле схильне до спонтанного порушення симетрії через форму його потенціалу взаємодії. Як наслідок, через Всесвіт проходить ненульовий конденсат поля Гіггса. Цей конденсат з'єднується з трьома калібрувальними бозонами електрослабкої взаємодії (W± і Z), надаючи їм масу; ще один калібрувальний бозон (фотон), залишається безмасовим. Ця теорія також передбачає існування скалярного бозона Гіггса.

## За рамками Стандартної моделі

### Теорії великого об'єднання
У теоріях великого об'єднання з'являються додаткові калібрувальні X і Y бозони. Вони управляють взаємодіями між кварками і лептонами, порушуючи закон збереження баріонного числа і викликаючи розпад протона. Ці бозони мають величезну за квантовими 
мірками масу (можливо, навіть більшу, ніж W і Z бозони) через порушення симетрії. Дотепер не отримано жодного експериментального підтвердження існування цих бозонів (наприклад, у серії спостережень за розпадами протонів на японській установці Супер-Каміоканде).

### Гравітони
Четверта фундаментальна взаємодія, гравітація, також може переноситися бозоном, який був названий гравітоном. За відсутності експериментальних свідчень і математично послідовної теорії квантової гравітації невідомо, чи є гравітон калібрувальним бозоном чи ні. Роль калібрувальної інваріантності в Загальній теорії відносності грає схожа симетрія — інваріантність дифеоморфізму.